# 王稅輕
王稅輕（?—?），辽朝伶官。
辽兴宗亲政之后，放荡不羁，和教坊使王稅輕等几十个人结为兄弟，有时出入他们的家中，以家人礼拜见他们的父母。辽朝伶官喜欢排字取名。王稅輕和羅衣輕都是以輕字取名。